# Panmunjom
Panmunjeom (en hanja, 板門店; romanización revisada, Panmunjeom; McCune-Reischauer, P'anmunjŏm), localizada en Josan-ri, Gunnae-myeon, Paju-si, dentro de Gyeonggi-do, se refiere al lugar, incluidos los alrededores, donde se realiza la mayor parte de las negociaciones entre Corea del Norte y Corea del Sur, la cual está localizada en la zona desmilitarizada que se encuentra entre ambos países, es el lugar donde se firmó el armisticio en 1953, que detuvo la guerra que había comenzado en 1950.

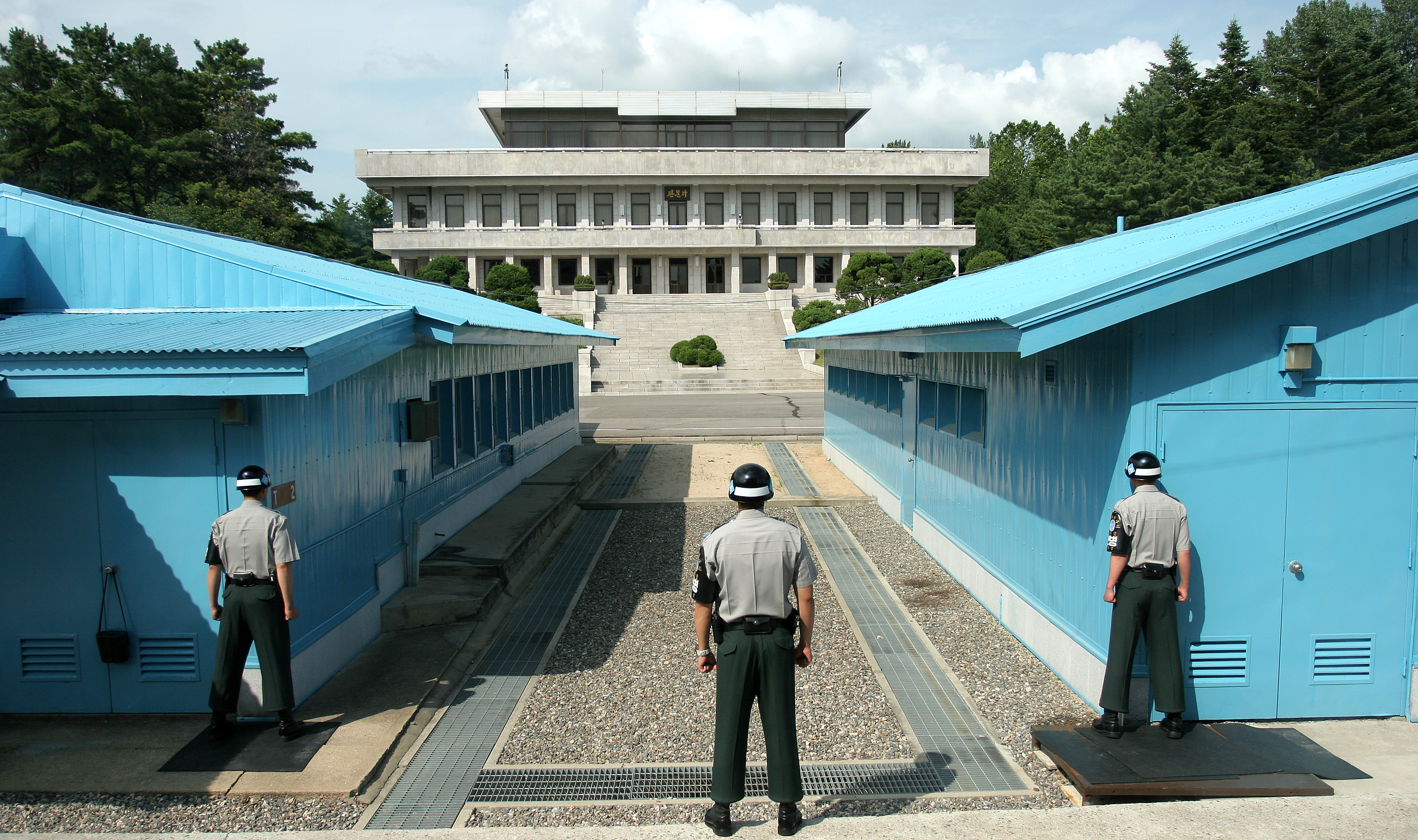
Soldados del Ejército de Corea del Sur vigilando la frontera en Panmunjeom.

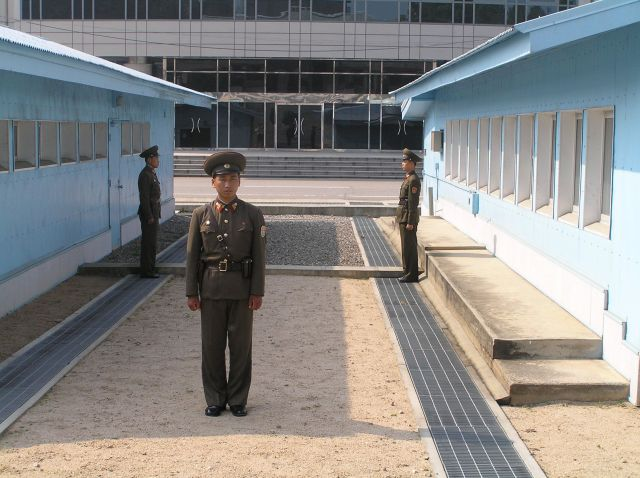
Soldados del Ejército de Corea del Norte vigilan la frontera, que en este sector específico está indicada por un corto umbral de hormigón.

El edificio donde se firmó el armisticio aún se mantiene en pie, aunque se encuentra en el lado norte de la línea de demarcación militar, que corre por el medio de la Zona Desmilitarizada de Corea (en inglés: Demilitarized Zone, DMZ). Esta región es considerada como uno de los últimos vestigios de la Guerra Fría.
Aún suelen tener lugar —en los edificios pintados de azul que se encuentran situados «a horcajadas» de la línea de demarcación militar— discusiones entre representantes de los gobiernos de Corea del Norte y del Sur.

## Ubicación
Panmunjeom se encuentra a 52 kilómetros de la capital surcoreana, Seúl y a 8 km de Kaesong y fue el lugar de reunión de la Comisión Militar de Armisticio del Comando de las Naciones Unidas (United Nations Command Military Armistice Commission, UNCMAC). Los encuentros tuvieron lugar en varias tiendas montadas en el lado norte de la carretera Kaesong-Seúl, sobre la ribera occidental del arroyo Sa'cheon.
Las 18 copias de los volúmenes I y II del armisticio fueron firmadas por delegados de alto rango, en representación de cada lado en conflicto, en un edificio construido por ambos bandos en un período de 48 horas (Corea del Norte proveyó de fuerza de trabajo y de algunos suministros, el Comando de las Naciones Unidas (United Nations Command, UNC) en Corea otros de estos últimos, además de generadores e iluminación para que las labores pudiesen continuar de noche.
Todas las reuniones entre los gobiernos de Corea del Norte y del Sur (o entre Norcorea y el UNC) han tenido lugar en esta zona desde que se firmó el acuerdo del cese de fuego.

## Negociaciones de paz y el problema de los prisioneros
Las fuerzas de las Naciones Unidas se encontraron con oficiales norcoreanos y chinos en Panmunjom entre 1951 y 1953 (es decir, durante gran parte de la guerra de Corea), para realizar conversaciones que eventualmente pudiesen derivar en una tregua. Las difíciles negociaciones duraron varios meses. El principal punto en discusión era la cuestión relativa a los prisioneros de guerra. Para complicar aún más la situación, el gobierno de Corea del Sur se mantenía inflexible en su demanda a favor de un único estado unificado. Finalmente el 8 de junio de 1953 se llegó a un acuerdo respecto del problema de los prisioneros de guerra. Los prisioneros que se negasen a regresar a sus respectivos países tendrían permitido vivir bajo una comisión supervisora neutral durante un plazo de tres meses. Al finalizar este período de tiempos, aquellos que aún se rehusaban a la repatriación serían liberados. Entre aquellos que se negaron a ser repatriados se encontraban 21 prisioneros de guerra estadounidenses y un británico, todos los cuales a excepción de dos eligieron desertar a la entonces recientemente fundada República Popular China.
El 27 de julio de 1953 se alcanzó un acuerdo final. El Comando de las Naciones Unidas, el Ejército Popular de Liberación chino y el Ejército Popular de Corea acordaron llegar a un armisticio que pusiese fin a los combates. El acuerdo estableció una zona desmilitarizada (DMZ) de 4 km de anchura a lo largo del paralelo 38, efectivamente dividiendo a la península de Corea ―y a la nación coreana― en dos estados ideológicamente antagónicos. Aunque se estipuló que la mayoría de las tropas y todas las armas pesadas debían ser retiradas de esa área, ambas regiones ―norte y sur― inmediatamente adyacentes a la DMZ se han mantenido fuertemente armadas durante las más de cinco décadas transcurridas desde la finalización de la guerra de Corea (1950‑1953). Por otro lado, ya que Corea del Sur nunca firmó el armisticio, aún después de más de 50 años ambos estados técnicamente continúan en guerra.
El 18 de agosto de 1976 sucedió aquí el incidente de los asesinatos con hacha, en el que soldados estadounidenses ingresaron en la zona desmilitarizada para cortar un árbol que obstaculizaba la monitorización de los agentes de la ONU, sin coordinar con los surcoreanos. Soldados surcoreanos acudieron y tras un breve combate, mataron a dos soldados estadounidenses.